# TAS2R14
TAS2R14 (англ. Taste 2 receptor member 14) – білок, який кодується однойменним геном, розташованим у людей на короткому плечі 12-ї хромосоми. Довжина поліпептидного ланцюга білка становить 317 амінокислот, а молекулярна маса — 36 160.
| 10         |  | 20         |  | 30         |  | 40         |  | 50         |
| ---------- |  | ---------- |  | ---------- |  | ---------- |  | ---------- |
| MGGVIKSIFT |  | FVLIVEFIIG |  | NLGNSFIALV |  | NCIDWVKGRK |  | ISSVDRILTA |
| LAISRISLVW |  | LIFGSWCVSV |  | FFPALFATEK |  | MFRMLTNIWT |  | VINHFSVWLA |
| TGLGTFYFLK |  | IANFSNSIFL |  | YLKWRVKKVV |  | LVLLLVTSVF |  | LFLNIALINI |
| HINASINGYR |  | RNKTCSSDSS |  | NFTRFSSLIV |  | LTSTVFIFIP |  | FTLSLAMFLL |
| LIFSMWKHRK |  | KMQHTVKISG |  | DASTKAHRGV |  | KSVITFFLLY |  | AIFSLSFFIS |
| VWTSERLEEN |  | LIILSQVMGM |  | AYPSCHSCVL |  | ILGNKKLRQA |  | SLSVLLWLRY |
| MFKDGEPSGH |  | KEFRESS    |  |            |  |            |  |            |

A: Аланін

C: Цистеїн

D: Аспарагінова кислота

E: Глутамінова кислота

F: Фенілаланін

G: Гліцин

H: Гістидин

I: Ізолейцин

K: Лізин

L: Лейцин

M: Метіонін

N: Аспарагін

P: Пролін

Q: Глутамін

R: Аргінін

S: Серин

T: Треонін

V: Валін

W: Триптофан

Кодований геном білок за функціями належить до рецепторів, g-білокспряжених рецепторів, білків внутрішньоклітинного сигналінгу. 
Локалізований у мембрані.